# Cindy Greenwood
Pour les articles homonymes, voir Greenwood.
Prisca E. (Cindy) Greenwood est une statisticienne canadienne qui est professeure émérite de mathématiques à l'Université de la Colombie-Britannique. Elle est connue pour ses recherches en théorie des probabilités.

## Formation et carrière
Greenwood est diplômée de l'université Duke, avec un B. A. en 1959. Elle a commencé ses études supérieures en recherche opérationnelle au Massachusetts Institute of Technology, où elle découvre la théorie des probabilités à travers un cours sur les processus stochastiques donné en 1960 par Henry McKean. Peu de temps après, elle part à l'université du Wisconsin à Madison, où elle a obtenu son doctorat en 1963, sous la supervision de Josué Chover. Elle a enseigné pendant deux ans à l'université du centre de la Caroline du Nord avant de partir à l'Université de la Colombie-Britannique en 1966. Elle a également été associée à l'université d'État de l'Arizona, comme professeure invitée de 2000 à 2003 et, depuis 2004, en tant que professeur de recherche.

## Recherches
Les recherches de Greenwood dans les années 1970 concernent le mouvement brownien, le processus de Lévy, et la texte=factorisation de Wiener-Hopf. Au cours de cette période, elle développe la théorie de la martintote, un processus similaire à une martingale utilisé pour étudier les propriétés asymptotiques de processus.
Dans les années 1980, Greenwood a commencé à travailler avec Ed Perkins sur l'analyse non standard, qu'ils utilisent pour l'étude du temps local (en) et des excursions (en). Au cours de cette période, elle a également commencé à travailler sur les set-indexed processes, un sujet qui la conduit à la théorie des champs aléatoires, et aux semimartingales (en). Elle a voyagé en Russie, et a écrit une monographie sur le test du χ² avec Mikhail Nikouline.
En 1990, elle et Igor Evstigneev écrivent une deuxième monographie, sur les champs aléatoires. Ses travaux de recherche au cours de cette période concernent également l'entropie métrique et l'efficacité asymptotique. Elle a commencé ses travaux en biostatistique, dont l'étude de différentes populations de mammifères, et a mené une importante étude sur l'estimation statistique à proximité de points critiques d'un paramètre.
Elle débute en 2000, à l'université d'État de l'Arizona, elle a étudié le bruit rose et la résonance stochastique, qu'elle applique à des modèles épidémiques en biostatistique ainsi que pour les modèles d'activation des neurones.

## Prix et distinctions
Greenwood a été élue fellow de l'Institut de statistique mathématique en 1985. Elle est lauréate du prix Krieger-Nelson de la Société mathématique du Canada en 2002.